# Plexippus frendens
Plexippus frendens är en spindelart som beskrevs av Tord Tamerlan Teodor Thorell 1881. Plexippus frendens ingår i släktet Plexippus och familjen hoppspindlar. Inga underarter finns listade i Catalogue of Life.